# Kathrin Unterwurzacher
Kathrin Unterwurzacher (ur. 5 czerwca 1992 w Innsbrucku) – austriacka judoczka, srebrna medalistka Mistrzostw Europy 2016 i brązowa Mistrzostw Europy 2017, dwukrotna mistrzyni Austrii (2013, 2015), uczestniczka Letnich Igrzysk Olimpijskich 2016.